# Mariene ecoregio Oostelijke Galapagoseilanden
De Mariene ecoregio Oostelijke Galapagoseilanden (173) (Engels: Eastern Galapagos Islands marine ecoregion) is een biogeografische regio en ligt in het oosten van de Grote Oceaan in de Mariene provincie Galapagos (44) in het Marien rijk Tropische Oostelijke Stille Oceaan. De mariene ecoregio is vastgesteld door het World Wide Fund for Nature en The Nature Conservancy en is vernoemd naar de Galapagoseilanden.
In het noorden grenst het gebied aan de mariene ecoregio Cocoseilanden (169), in het noordwesten aan de mariene ecoregio Noordelijke Galapagoseilanden (172) en in het zuidwesten aan de mariene ecoregio Westelijke Galapagoseilanden (174).

## Geografie
De mariene ecoregio ligt in het oosten van de Grote Oceaan rond het oostelijk deel van de Galapagoseilanden van Ecuador. Het gebied omvat de oostkust van het eiland Isabela en de noordoostelijk, oostelijk en zuidoostelijk daarvan gelegen eilanden.
Door het gebied stroomt de Humboldtstroom en de Panamastroom.

## Biogeografie
Het gebied kent zeeleven dat houdt van tropische temperaturen.